# One Love (album Roberta M)
One Love – ósmy album polskiego DJ-a i producenta muzycznego Roberta M. Wydawnictwo ukazało się 25 października 2011 roku nakładem wytwórni muzycznej My Music w dystrybucji EMI Music Poland. Nagrania dotarły do 25. miejsca zestawienia OLiS.

## Lista utworów
Opracowano na podstawie materiału źródłowego.
1. Robert M – „Out Of My Mind (Radio Edit)” (słowa, produkcja: Robert M, śpiew: Robert M)
2. Robert M – „Heart Beat (Radio Edit)” (słowa: Alexander Perls, śpiew: Anna Montgomery, produkcja: Robert M)
3. Robert M – „Baby Forever (Radio Edit)” (słowa: Alexander Perls, śpiew: Scott Granger, produkcja: Robert M)
4. Robert M – „Just Little Bit (Radio Edit)” (słowa: Alexander Perls, produkcja: DJ Remo, Robert M)
5. Robert M – „Ten Thousand Tears (Radio Edit)” (słowa: Alexander Perls, produkcja: Robert M)
6. Robert M – „Don’t You Want Me (Radio Edit)” (słowa: Alexander Perls, produkcja: Robert M)
7. Robert M – „Real Fantasy (Radio Edit)” (produkcja: Mark Summers, DJ Remo, Robert M)
8. Robert M, Dirty Rush – „Heart Of You (Radio Edit)” (słowa: Alexander Perls, produkcja: Konrad Grela, DJ Remo, Robert M)
9. Robert M, Dirty Rush – „Bad Habbit (Radio Edit)” (słowa: Alexander Perls, produkcja: Konrad Grela, DJ Remo, Robert M)
10. Robert M, Dirty Rush – „Let There Be Power (Radio Edit)” (produkcja: Konrad Grela, Mark Summers, Robert M)
11. Robert M, Dirty Rush – „Let There Be Power (Miami Radio Edit)” (produkcja: Konrad Grela, Mark Summers, Robert M)
12. 3R – „Black Cherry (Radio Edit)” (słowa: Alexander Perls, śpiew: Anna Montgomery, produkcja: Konrad Grela, DJ Remo, Robert M)
13. 3R – „Don’t You” (produkcja: Konrad Grela, DJ Remo, Robert M)
14. 3R – „Over & Over (Radio Edit)” (słowa: Alexander Perls, śpiew: Anna Montgomery, produkcja: Konrad Grela, DJ Remo, Robert M)